# رئیس‌جمهور ترکمنستان
رئیس جمهور ترکمنستان رئیس کشور و رئیس دولت جمهوری ترکمنستان بوده و بالاترین قدرت اجرایی و عالی‌ترین مقام رسمی ترکمنستان را دارد. رئیس جمهور وظیفه نگهبانی و اجرای درست و دقیق قانون اساسی و دفاع از تمامیت ارضی و استقلال و حاکمیت ترکمنستان و همچنین امضای توافقنامه‌های بین‌المللی را بر عهده دارد.

## رهبران ترکمنستان در دوران شوروی (۱۹۲۴–۱۹۹۱)
جمهوری ترکمنستان شوروی تا قبل از استقلال توسط مدیران ارشد حزب کمونیست شوروی اداره می‌شد. پس از استقلال از ترکستان شوروی عملاً قدرت اجرایی به دست حزب کمونیست شاخه ترکمنستان منتقل شده و عملاً دبیر اول حزب، رهبر کشور محسوب می‌شد.
رهبران حزب کمونیست ترکمنستان به شرح ذیل می‌باشد:
- ایوان میژلاووک (۱۹۲۴—۱۹۲۶)
- شاهمردان ابراهیموف
- نیکولای پاسکوتسکی
- گریگوری آرونشتام (۱۹۳۰—۱۹۲۸)
- جاکوب پوپوک (۱۹۳۷—۱۹۳۰)
- جاکوب چوبین (۱۹۳۹—۱۹۳۷)
- میخائیل فونین (۱۹۴۷—۱۹۳۹)
- شادژا باتیروف (۱۹۵۱—۱۹۴۷)
- سبحان بابایف (۱۹۵۸—۱۹۵۱)
- جومادوردی قرایف (۱۹۶۰—۱۹۵۸)
- بالیش عوضوف (۱۹۶۹—۱۹۶۰)
- محمدنظر غفوروف (۱۹۸۵—۱۹۶۹)
- صفر مراد نیازوف (۱۹۹۱—۱۹۸۵)

## رهبران ترکمنستان پس از شوروی
| ردیف | انتخابات              | نام رئیس جمهور       | عکس            | تصدی           | پایان                   | گرایش سیاسی                     |
| ---- | --------------------- | -------------------- | -------------- | -------------- | ----------------------- | ------------------------------- |
| 1    | 1. ۱۹۹۰               | صفرمراد نیازف        |                | 2 نوامبر ۱۹۹۰  | 16 دسامبر ۱۹۹۱          | حزب کمونیست ترکمنستان           |
| (1)  | 1. ۱۹۹۰               | صفرمراد نیازف        | 16 دسامبر ۱۹۹۱ | 21 ژوئن ۱۹۹۲   | حزب دموکراتیک ترکمنستان |                                 |
| (1)  | 2. ۱۹۹۲               | صفرمراد نیازف        | 21 ژوئن ۱۹۹۲   | 28 دسامبر 1999 | حزب دموکراتیک ترکمنستان |                                 |
| (1)  | 3. President for Life | صفرمراد نیازف        | 28 دسامبر ۱۹۹۹ | 21 دسامبر 2006 | حزب دموکراتیک ترکمنستان |                                 |
| —    | 3. President for Life | قربانقلی بردی محمداف |                | 21 دسامبر ۲۰۰۶ | 11 فوریه ۲۰۰۷           | حزب دموکراتیک ترکمنستان ↓ مستقل |
| ۲    | 1. ۲۰۰۷               | قربانقلی بردی محمداف | 11 فوریه ۲۰۰۷  | 12 فوریه ۲۰۱۲  |                         | حزب دموکراتیک ترکمنستان ↓ مستقل |
| ۲    | 2. ۲۰۱۲               | قربانقلی بردی محمداف | 12 فوریه ۲۰۱۲  |                |                         | حزب دموکراتیک ترکمنستان ↓ مستقل |